# Valaques de Croatie
La minorité valaque de Croatie désigne une ancienne minorité nationale valaque vivant jadis en Croatie, aujourd'hui réduite à quelques centaines de personnes. Dans les documents du royaume médiéval de Croatie, les « Valaques » étaient régis par une charte spéciale selon laquelle « ceux dans les villages » (cultivateurs sédentaires) paient des impôts et « ceux sans village » (bergers transhumants) servaient dans la cavalerie. Jusqu'au XVIe siècle, le terme « Valaque » désignait un locuteur des langues romanes orientales de confession orthodoxe, une signification ethnique qui s'est perdue à partir du XVIIe siècle à mesure que ces communautés pastorales passaient aux langues slaves méridionales et au catholicisme, si bien qu'au XVIIIe siècle il était utilisé pour tous les bergers, les garde-frontières et les pandoures des confins militaires habsbourgeois bénéficiant des statuts valaques (en) (Vlaški statuti), quelle que soit leur langue, religion ou origine.